# Josef Estermann
Josef Estermann (1956) es un filósofo y teólogo suizo, conocido por sus estudios en el campo de la interculturalidad, de las teologías y filosofías indígenas de Abya Yala (América Latina) y de la cosmovisión andina.

## Biografía
Estermann nació en 1956 en Sursee, cantón de Lucerna, Suiza. Hizo sus estudios de teología y filosofía en Suiza y Países Bajos (Lucerna, Nimwega, Utrecht y Ámsterdam). Obtuvo el doctorado en Filosofía por la Universidad de Utrecht (Países Bajos), con un trabajo sobre Leibniz, y la Licenciatura en teología por la Universidad de Lucerna (Suiza).
De 1990 a 1998, radicaba en Cusco (Perú), donde trabajó como cooperante por la Sociedad Misionera de Belén (SMB), en un pueblo joven de la ciudad, así como docente en varias casas de estudio. De ese tiempo resulta su interés por las culturas y cosmovisiones autóctonas, sobre toda las andinas.
De 1998 a 2003, vivía en Maastricht (Países Bajos) y trabajó como director en el Instituto de Misionología Missio en Aquisgrán (Aachen; Alemania), junto a Raúl Fornet-Betancourt. Era editor de la revista Chakana: Foro Intercultural de teología y filosofía. 
De 2004 a 2012, radicaba en La Paz (Bolivia) y trabajó como catedrático e investigador en el Instituto Superior Ecuménico Andino de Teología (ISEAT), la Universidad Mayor de San Andrés, la Universidad Católica Boliviana San Pablo (UCB) y la Universidad Andina Simón Bolívar (UASB). Se dedicaba a la investigación de la filosofía y teología andinas, de la filosofía y teología interculturales, como también a la docencia en el campo de la filosofía, ciencias de la religión y teología.
A partir de 2013, es director de la Casa Romero (RomeroHaus) en Lucerna, casa de formación de la Misión Belén de Immensee (MBI), y docente en la universidad de Lucerna.

## Pensamiento
Estermann tiene su formación en la filosofía y teología occidentales, pero empezó a interesarse muy pronto por modelos de pensamiento no-europeo, especialmente latinoamericanos. En esta evolución, el estudio de las obras de Emmanuel Lévinas y de Johann Baptist Metz fue decisivo. A partir de los años noventa del siglo XX, Estermann inició un giro en su pensamiento, dedicándose al estudio de las sabidurías indígenas de América Del Sur.

### Filosofía andina
Estermann es uno de los protagonistas de la Filosofía Andina, es decir de un pensamiento filosófico propio de los pueblos andinos de Abya Yala. Para ello, aplica la metodología y el enfoque epistemológico de la Filosofía Intercultural, como también el apoyo por la antropología cultural, la lingüística (quechua y aimara) y la historiografía (relatos de cronistas). Estermann está convencido de que la Filosofía Andina es una filosofía genuina, con una racionalidad y una epistemología particulares. No se trata, según su punto de vista, de una filosofía precolonial, ni de una simple adaptación o “inculturación” de la filosofía occidental, sino de una cierta manifestación de la Filosofía de la Liberación.

### Filosofía intercultural
Desde mediados de los años noventa del siglo XX, Estermann se involucra en el debate sobre la Filosofía Intercultural. Contribuye a que este enfoque sea tomado en cuenta para la cuestión de las llamadas filosofías indígenas, pero también para un diálogo entre las corrientes principales de la filosofía latinoamericana y las sabidurías autóctonas. Estermann es miembro de ASAFTI, la Asociación Sudamericana de Filosofía y Teología Interculturales.

### Teología andina
Al igual, Estermann se hizo un nombre en la elaboración y difusión de una genuina teología andina que pretende ser más que una simple adaptación o “inculturación” de las teologías europeas. En este contexto, empezó a criticar el euro- y occidentocentrismo, androcentrismo y neocolonialismo teológico y filosófico, proponiendo una profunda deshelenización de ambas ramas del saber.

### Formación intercultural-global
Por su experiencia, Estermann también incursionó en el campo de la reflexión sobre la Cooperación Internacional, los modelos de desarrollo, la crítica al eurocentrismo académico y científico y la propuesta de alternativas, como el “Vivir Bien” (suma qamaña; allin kawsay) andino. Propone, para la pedagogía, un proceso de aprendizaje intercultural, en perspectiva de una globalidad constructiva, solidaria y crítica.

### Obras del autor
- “Filosofía Andina: Estudio Intercultural de la Sabiduría Autóctona”. Quito, 1998.

- “Teología Andina: Antología”. La Paz, 2005.

- “Filosofía Andina: Sabiduría indígena para un mundo nuevo”. La Paz, 2006.

- “Si el Sur fuera el Norte: Chakanas interculturales entre Andes y Occidente”. La Paz y Quito, 2008.

- “Interculturalidad: Vivir la diversidad”. La Paz: ISEAT, 2009.

- “Compendio de la Filosofía Occidental en Perspectiva Intercultural”. En 5 tomos, La Paz, 2011. (T 1: Introducción al Pensamiento Filosófico; T 2: Filosofía Antigua y Medieval; T 3: Filosofía Moderna; T 4: Filosofía Contemporánea; T 5: Filosofía Sistemática).

- “Cruz y Coca: Hacia la descolonización de la Religión y la Teología”. La Paz, 2013.